# Liste der Monuments historiques in Saint-Omer-en-Chaussée
Die Liste der Monuments historiques in Saint-Omer-en-Chaussée führt die Monuments historiques in der französischen Gemeinde Saint-Omer-en-Chaussée auf.

## Liste der Bauwerke
| Bezeichnung      | Beschreibung             | Standort | Kennzeichnung | Schutzstatus | Datum | Bild           |
| ---------------- | ------------------------ | -------- | ------------- | ------------ | ----- | -------------- |
| Schloss Monceaux | Erbaut von 1763 bis 1773 | (Lage)   | PA00114870    | Classé       | 1970  | weitere Bilder |

## Liste der Objekte
- Monuments historiques (Objekte) in Saint-Omer-en-Chaussée in der Base Palissy des französischen Kultusministeriums